# Wehrmacht-Sportverein Celle
Il Wehrmacht-Sportverein Celle, meglio conosciuto come WSV Celle, è stata una società di calcio tedesca, con sede a Celle.

## Storia
Il club nacque nel 1942, in piena seconda guerra mondiale, dall'unione di tre club militari della Wehrmacht presenti nella città di Celle (MSV Celle, LSV Celle e Nebeltruppe Celle), con il nome di Wehrmacht-Sportverein Celle. Giocava le sue partite allo Sportplatz Seekt-Kaserne.
La squadra nella stagione 1942-1943 giunse al secondo posto della Gauliga Südhannover-Braunschweig.
Nella stagione 1943-1944 la squadra riuscì ad accedere alla fase nazionale del campionato tedesco, venendo eliminato al primo turno dai futuri finalisti del LSV Amburgo.
A causa del prosieguo negativo del conflitto per la Germania, il club non partecipò più ai campionati, ed al termine della guerra la squadra non venne più ricostituita.